# Centrale nucléaire de Bouchehr
La centrale nucléaire de Bouchehr (persan : نیروگاه اتمی بوشهر), parfois orthographiée Bushehr, est une centrale nucléaire d'Iran située à 17 kilomètres au sud-est de la ville du même nom, entre les villages de Halileh et de Bandargeh.

## Histoire

### De 1975 à 1980: Coopération avec l'Allemagne de l’Ouest

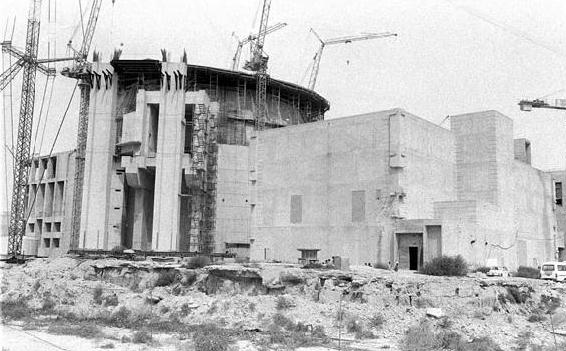
Construction de la centrale dans les années 1970.

Les travaux avaient été commencés par l'entreprise ouest-allemande Kraftwerk Union A.G., filiale de Siemens AG, qui avait signé en 1975 un contrat pour construire deux réacteurs nucléaires pour 4 à 6 milliards de dollars. Après le retrait des Ouest-Allemands, la construction a été menée à son terme avec la Russie. 
La construction de la centrale nucléaire de Bouchehr a débuté le 1er mai 1975. Les travaux ont été arrêtés en janvier 1979, et Kraftwerk-Union s'est totalement retirée du projet en juillet 1979, avec un réacteur réalisé à 50 %, et l'autre réacteur réalisé à 85 %. Les Ouest-Allemands ont affirmé avoir pris cette décision à la suite d'un défaut de paiement de l'Iran de 450 millions de dollars. La société a cependant reçu 2,5 milliards de dollars sur ce contrat. Leur retrait s'est produit après la révolution iranienne de 1979.

### De 1980 à 1988: Guerre Iran-Irak
Pendant la guerre Iran-Irak, les réacteurs ont été endommagés par de multiples attaques aériennes de l'armée irakienne entre 1985 et 1988. La force aérienne irakienne attaqua le site le 24 mars 1984, le 12 février 1985, le 4 mars 1985 et le 17 novembre 1987 au minimum.
L'Iran demanda à Siemens de terminer sa construction, mais Siemens refusa en raison de pressions diplomatiques des États-Unis. Peu de temps après, l'Irak envahissait l'Iran et le programme nucléaire fut arrêté jusqu'à la fin de la guerre.

### De 1995 à 2010: chantier en coopération avec la Russie

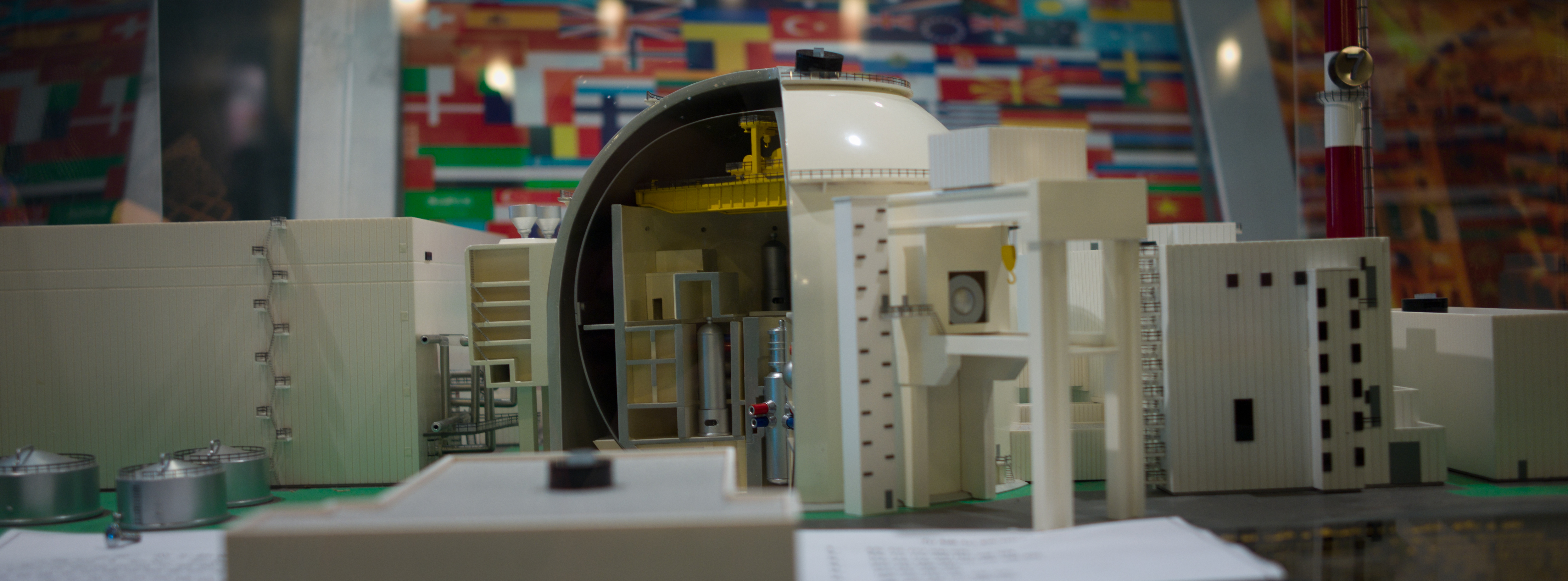
Maquette du réacteur nucléaire

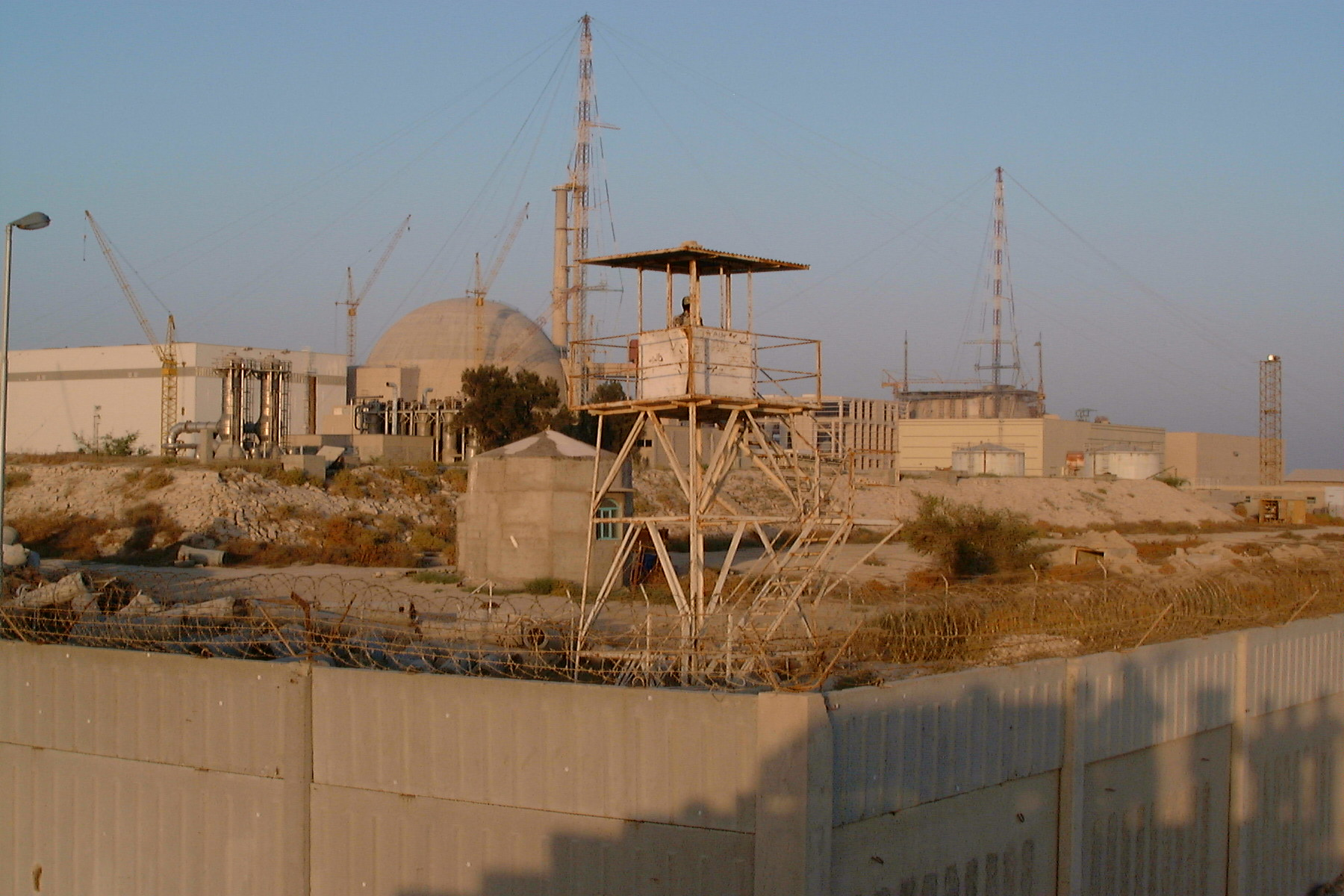
Chantier du réacteur en construction (an 2000)

En 1995, la Russie signe un contrat d'un milliard de dollars pour fournir un réacteur à eau légère sur le site de la centrale. Mais les États-Unis soupçonnent alors l'Iran de vouloir obtenir du plutonium, pour fabriquer la bombe atomique, grâce à ce réacteur.
Le 5 février 2009, Sergueï Kirienko, directeur de l'Agence fédérale russe de l'énergie atomique (Rosatom), qui gère l'industrie et les sites nucléaires russes, annonce le lancement technique du réacteur, avant la fin de l'année et le 25 février 2009, il déclare officiellement que la centrale est terminée.
Le coût total du projet est estimé à plus de 3 milliards d'euros incluant les versements de la Russie et de l'Allemagne. L'Iran accepte de compenser les coûts en 2007, une fois la construction terminée.

### De 2010 à 2012: mise en route du réacteur
Les opérations de chargement du combustible dans le réacteur commencent le 22 août 2010, en présence du vice-président Ali Akbar Salehi, chef du programme nucléaire iranien, et de Sergueï Kirienko. Le début du chargement du réacteur fait désormais officiellement de la centrale de Bouchehr une installation nucléaire. Peu de temps après, on apprend que les ordinateurs portables de plusieurs employés de la centrale sont affectés par Stuxnet, virus informatique s'attaquant aux systèmes de commande industriels.
La centrale est couplée pour la première fois au réseau électrique iranien le 3 septembre 2011, et est officiellement inaugurée le 12 septembre en présence du ministre russe de l'Énergie (en) Sergueï Chmatko (en) et du directeur de l'Agence fédérale russe de l'énergie atomique Sergueï Kirienko.
Le directeur de l'Organisation de l'énergie atomique d'Iran, Fereydoun Abbasi, et le ministre iranien de l'Énergie, Majid Namjou, assistent aussi à l'inauguration,. Selon l'accord bilatéral entre les deux pays approuvé par l'AIEA, la Russie doit exploiter la centrale, fournir le combustible neuf et évacuer le combustible usé pour les deux ou trois prochaines années avant d'en donner la pleine gestion à l'Iran.
La centrale a tout d'abord fonctionné à 40 % de ses capacités puis est montée à pleine puissance (1 000 MWe) en août 2012.

### 2013: Séismes
En 2013, une série de séismes qui frappent l'Iran, dont le séisme de Bouchehr, aurait endommagé la centrale nucléaire de Bouchehr, dessinant de larges fissures sur la structure.

### 2014-2019: annonce et démarrage du chantier de construction de 2 nouveaux réacteurs
La Russie conclut le 11 novembre 2014 avec l'Iran un accord prévoyant la construction de deux nouveaux réacteurs nucléaires et des activités en Iran dans le domaine des combustibles nucléaires. La construction de ces deux réacteurs de 1 000 MW est prévue pour durer dix ans, avec un coût de dix milliards de dollars.
Le 10 septembre 2016, le chantier est inauguré par le directeur général de Rosatom Sergueï Kirienko et le premier vice-président iranien Eshaq Djahanguiri. Les premières tonnes de béton sont coulées en présence du directeur de l'organisation de l'énergie atomique d'Iran Ali Akbar Salehi le 11 novembre 2019.

### 2021: arrêt d'urgence
Le 19 juin 2021, la centrale subit un arrêt d'urgence, et l'organisation de l'énergie atomique d'Iran annonce la déconnexion temporaire de la centrale du réseau de distribution d'électricité, à cause d'une « défaillance technique ». Quelques semaines auparavant, la région avait subi un tremblement de terre de magnitude 5,8, mais les autorités iraniennes avaient affirmé que toutes les installations étaient en parfait état de fonctionnement.
La centrale est remise en service et reconnectée au réseau le 5 juillet.